# لوسيندا روي
لوسيندا روي (بالإنجليزية: Lucinda Roy)‏ (19 ديسمبر 1955، باترسي في المملكة المتحدة)؛ كاتِبة، شاعرة وروائية بريطانية.